# 그레그 L. 서멘자
그레그 레너드 서멘자(Gregg Leonard Semenza, 1956년 7월 1일 ~ )는 존스 홉킨스 의과대학의 소아과, 방사선종양학과, 생화학과, 의학 및 종양학과 교수이며 세포공학연구소의 혈관 프로그램 책임자이다. 그는 2016년도 Lasker Award 기초의학연구 분야의 수상자이다. 그는 암 세포가 산소가 부족한 환경에 적응할 수 있도록 하는 HIF-1 발견으로 유명하다. 그는 "세포가 산소 가용성에 어떻게 반응하고 적응하는지에 대한 발견"으로 William Kaelin Jr. 박사 및 Peter J. Ratcliffe 박사와 함께 2019년 노벨 생리학·의학상을 받았다.
그는 펜실베이니아 대학교에서 박사 학위를 받는 동안 베타 지중해 빈혈(beta thalassemia)을 연구했다. Semenza 박사는 Duke University Medical Center에서 소아과 레지던트 교육을 마쳤다.

## 수상
- 2019, 노벨 생리학·의학상[6]
- 2016, Lasker Award[7]
- 2014, 와일리 상[8]
- 2012, 의학연구소에 선출 됨[9]
- 2012, Lefoulon-Delalande 재단 과학상 대상[10]
- 2012, Stanley J. Korsmeyer Award, 미국 임상 조사 협회[11]
- 2010, Gairdner Foundation International Award[12]
- 2008, 국립 과학원 선출 회원[13]
- 2008, 미국 의사 협회 선출 회원
- 2000, E. Mead Johnson, 소아과 학회, 소아과 학회,[14]
- 1995, 미국 임상 수사 협회 선출[15]
- 1989, Markey Trust의의 생명 과학 Lucille P. Markey 학자 상